# Station Krasnystaw Wąskotorowy
Station Krasnystaw Wąskotorowy is een spoorwegstation in de Poolse plaats Krasnystaw.